# وليد صديق محمد
وليد صديق محمد (مواليد 22 أغسطس 1993) هو ملاكم مصري، مثّل بلاده في الألعاب الأولمبية الصيفية 2016.

## روابط خارجية
وليد صديق محمد على موقع أوليمبيديا (الإنجليزية)